# Michael France
Pour les articles homonymes, voir France (homonymie).
Michael France, né le 4 janvier 1962 à St. Petersburg en Floride et mort le 12 avril 2013  à St. Pete Beach dans le même État, est un scénariste américain.

## Biographie
Michael France est connu pour avoir scénarisé les films Cliffhanger : Traque au sommet (1993), Goldeneye (1995) et plusieurs adaptations de bande-dessinées en films comme Hulk (2003), The Punisher (2004) et Les Quatre Fantastiques (2005),.
En 2007, il achète un petit cinéma à St. Pete Beach où il réside.
Il meurt le 12 avril 2013 à son domicile de St. Pete Beach à l'âge de 51 ans, de complications liées au diabète[réf. nécessaire].

## Filmographie
- 1993 : Cliffhanger : Traque au sommet (Cliffhanger) de Renny Harlin
- 1995 : GoldenEye de Martin Campbell
- 1999 : Le monde ne suffit pas (The World Is Not Enough) de Michael Apted (script doctor non crédité[4])
- 2003 : Hulk d'Ang Lee
- 2004 : The Punisher de Jonathan Hensleigh
- 2005 : Les Quatre Fantastiques (Fantastic Four) de Tim Story